# Třída Etna
Třída Etna je třída lodí určených pro zásobování a logistickou podporu válečných lodí italského námořnictva a řeckého námořnictva. Mohou být nasazeny i v mezinárodních misích a při živelních katastrofách. Obě jednotky jsou stále v aktivní službě.

## Stavba
Etnu (A 5326) stavěla firma Fincantieri v loděnicích Riva Trigoso. Kontrakt byl zadán v roce 1995, v červenci 1997 byla loď spuštěna na vodu a v únoru 1998 byla přijata do operační služby. Řecko si objednalo druhou loď této třídy, dokončenou 7. srpna 2003 jako Prometheus (A 374).
Jednotky třídy Etna:
| Jméno              | Spuštěna na vodu | Vstup do služby   | Status  |
| ------------------ | ---------------- | ----------------- | ------- |
| Etna (A 5326)      | červenec 1997    | 29. července 1998 | aktivní |
| Prometheus (A-374) | únor 2002        | 8. července 2003  | aktivní |

## Konstrukce

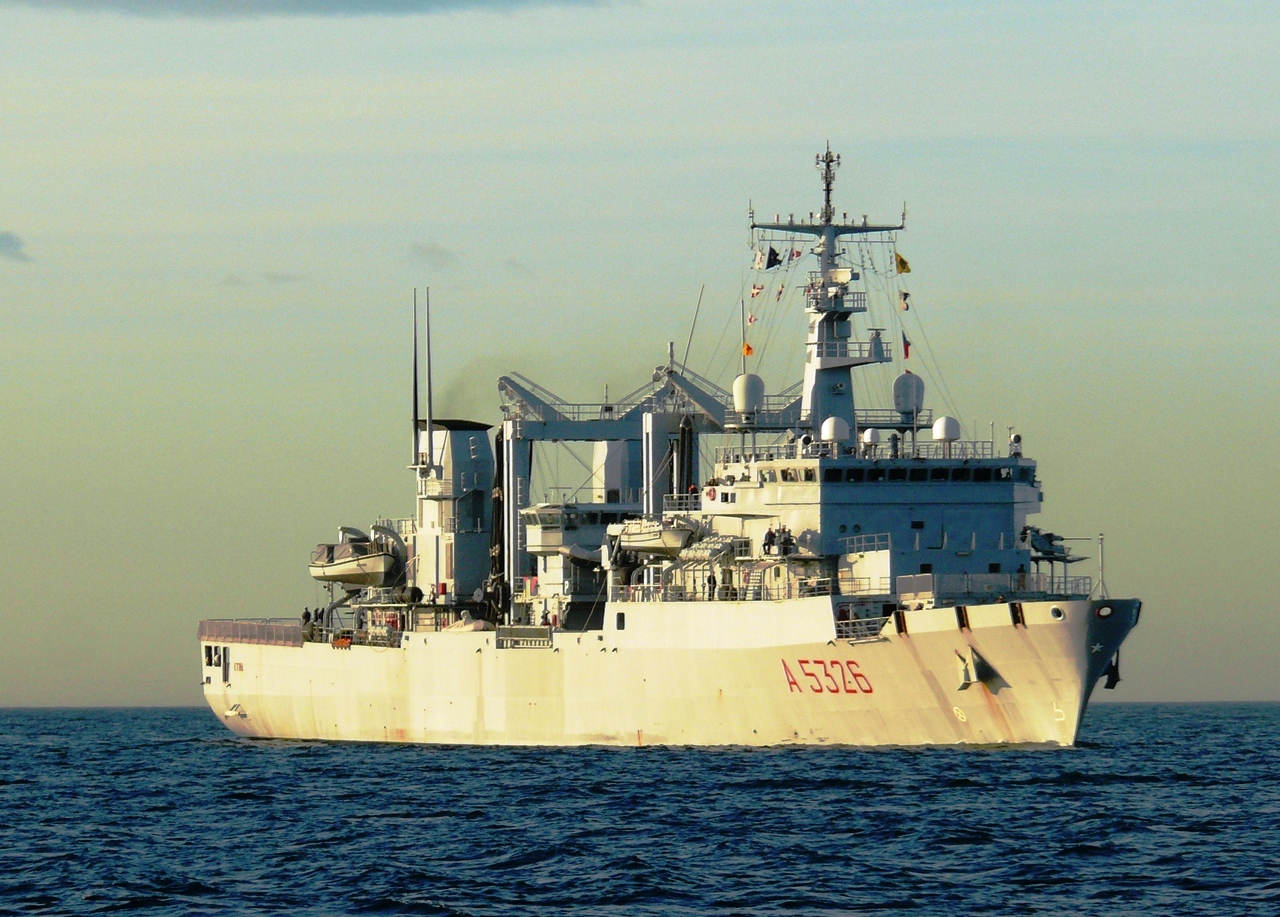
Etna (A 5326)

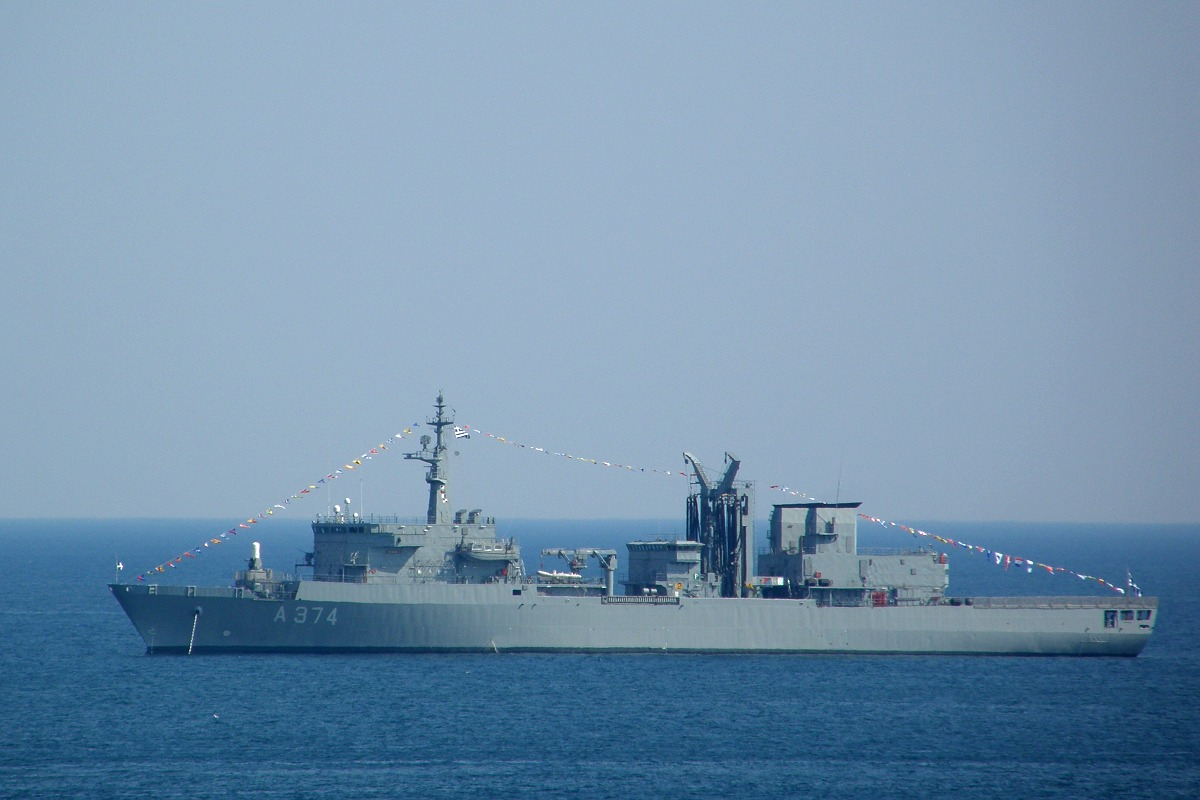
Prometheus (A-374)

Obě lodě mohou poskytovat palivo, munici, zásoby, náhradní díly i své opravárenské kapacity. Mají rovněž silné zdroje elektrické energie, umění vyrábět pitnou vodu a jsou vybaveny palubní nemocnicí. Kapacita jedné lodě činí 4700 tun nafty, 1200 tun leteckého paliva, 30 tun olejů, 20 tun náhradních dílů, 30 000 porcí potravin a 160 tun pitné vody (další 60 tun umí denně vyrobit z mořské vody). Na palubě může být dále umístěno 12 standardizovaných kontejnerů. Překládku nákladu zajišťují dva jeřáby o nosnosti 50 tun a další logistické systémy.
Etna je ozbrojena dvěma 25mm kanóny, přičemž v případě potřeby může nést rovněž 76,2mm kanón a obranný systém Phalanx CIWS. Na zádi se nachází přistávací paluba a hangár pro uskladnění jednoho vrtulníku EH-101 či Agusta Bell AB212. Prometheus nese jeden systém Phalanx CIWS, čtyři 20mm kanóny Rheinmetall, dva 12,7mm kulomety a osm 7,62mm kulometů.
Pohonný systém tvoří dva diesely Wärtsilä NSD 12ZAV40S, každý o výkonu 5800 hp, pohánějící dva lodní šrouby se stavitelnými lopatkami. Nejvyšší rychlost, při plném zatížení, je 21 uzlů. Dosah je 7600 námořních mil při ekonomické rychlosti 18 uzlů.

## Operační služba
Prometheus se v letech 2004–2005 několikanásobně zapojil do Operation Active Endeavour realizované NATO. Etna byla vlajkovou lodí uskupení válečných lodí bojujících proti pirátství ve vodách poblíž Somálska v rámci Operace Atalanta.